# Első Nagy Imre-kormány
Nagy Imre első kormánya a Magyar Népköztársaság Minisztertanácsa volt 1953. július 4-étől 1955. április 18-áig Nagy Imre elnöklete alatt. Az 1953. május 17-én megválasztott országgyűlés július 4-i ülésén az Elnöki Tanács elnökévé ismét Dobi Istvánt, a minisztertanács elnökévé Nagy Imrét választotta meg.
Az Országgyűlés 1955. április 18-án fölmentette Nagy Imrét a minisztertanács elnöki tisztségéből, és helyébe Hegedüs Andrást választotta meg. A minisztertanács új elnökhelyettese Mekis József lett, a kormány többi tagja nem változott.

## Nagy Imre miniszterelnökségének előzményei
Sztálin 1953. március 5-én bekövetkezett halálát követően a szovjet vezetésben belső hatalmi harcok kezdődtek, melyek elbizonytalanították a csatlós országok kommunista vezetőit is. Ezt csak fokozta, hogy az új vezetők egy dologban többé-kevésbé egyetértettek: a hidegháború nem folytatható, mert a Szovjetunió vereségével fenyeget, ezért a két világrendszer "békés egymás mellett élésére" kell berendezkedni. Ez teljesen kihúzta a talajt a bel- és külpolitikát a hidegháborús uszításnak, a gazdaságpolitikát pedig a minden józan határon túl növelt, ekkor már 300 ezres hadsereg kiszolgálásának alárendelő addigi irányvonal alól. Kora nyárra nagyjából kialakultak az új szovjet vezetés belső erőviszonyai, és körvonalazódott az új külpolitikai stratégia is. Megszűnt a Tito-ellenes kampány, júniusban helyreállt a diplomáciai kapcsolat Jugoszláviával. Júliusban véget ért a három éve tartó koreai háború.
A magyar pártot és a kormányt is vezető Rákosi Mátyás és társai, akik az előző években nem csak szolgaian teljesítették, de gyakran túl is teljesítették Sztálin elvárásait, ebben a helyzetben szinte bénultan figyelték a Moszkvából érkező híreket. Ezért június 12-16-ára magyar párt- és állami küldöttséget hívtak Moszkvába. A delegáció összeállításáról is a meghívók döntöttek és részt vett benne több olyan vezető, köztük Nagy Imre is, akiket Rákosi semmiképp nem vitt volna magával. Ez mindenki számára félreérthetetlenül jelezte Rákosi megingott helyzetét. A tárgyaláson a szovjet vezetők megalázó módon Rákosi fejére olvasták mindazokat a hibákat, melyek éppen Sztálin kimondott vagy hallgatólagos elvárásainak következményei voltak. A megaláztatást csak fokozta, hogy a megrovást Rákosi a korábbi szokástól eltérően a magyar vezetés számos tagja, köztük ellenfelei előtt is kapta, ráadásul semmit nem is válaszolhatott, hiszen a Vezér elvárásait személyesen gyakran éppen azok a vezetők közvetítették felé, akik most bírálták őt. A tárgyalások végeredménye az a szovjet "javaslat" lett, hogy Rákosi helyett Nagy Imre legyen a miniszterelnök és az új kormány politikája kövesse az új moszkvai irányvonalat.
A magyar vezetés hazatérése után hozzálátott a kapott feladat végrehajtásához, bár nem mindenki azonos lelkesedéssel. Június 27-28-ára összehívták az MDP Központi Vezetőségét, amely jóváhagyta a moszkvai tárgyaláson elhatározottakat. Határoztak az iparpolitika módosításáról, a beruházások visszafogásáról és az életszínvonal emeléséről, továbbá a parasztsággal szembeni bánásmód megváltoztatásáról, az internálótáborok megszüntetéséről, az ártatlanul bebörtönzöttek szabadon bocsátásáról (ez azonban nagyon szelektíven és vontatottan haladt) és a káderpolitika átalakításáról is. Jóváhagyták a Nagy Imre miniszterelnökké választására tett javaslatot. Átalakították a Politikai Bizottságot is, tagjainak fele távozott, köztük Farkas és Révai, de új tag csupán egy került be és Rákosi maradt a főtitkár. Ez jól jelezte a változások korlátait, azt, hogy a korábbi vezetés második vonala viselte a személyes felelősséget és csupán a belső erőegyensúly eltolódása következett be, a felborulása nem.
Rákosi és a korábbi szűkebb vezetés tagjai arra koncentráltak, hogy a lehető legkisebb mértékben kelljen visszavonulniuk, bár ebben különböző stratégiát választottak. Rákosi és Gerő főleg az informális pozícióit védte, Farkas Mihály viszont hamarosan az új irányvonal lelkes híveként tűnt fel.

## A kormány megalakulása (1953. július 4.)
Az Országgyűlés július 4-én összeült és a KV döntéseinek végrehajtójaként a Minisztertanács elnökévé választotta Nagy Imrét. A Minisztertanácsnak addig öt elnökhelyettese volt, ezt a tisztséget most nem töltötték be, viszont szovjet mintára létrehozták a Minisztertanács első elnökhelyettesi tisztségét és ezt egyből ketten is megkapták: Gerő Ernő (egyben belügyminiszter) és Hegedüs András (egyben földművelésügyi miniszter). Ez világosan jelezte, hogy a régi garnitúra nem vonult vissza és komoly pozíciókat őriz. A minisztériumi szervezetet jelentősen átalakították, az addigi 26 minisztériumból csupán kilenc működött tovább változatlan formában, a többi 17-ből összevonásokkal nyolc jött létre. Ekkor lett hivatalból a kormány tagja az Országos Tervhivatal elnöke, ami így maradt egészen 1990-ig.
Az új Minisztertanácsnak tehát megalakulásakor csak 19 tagja volt, szemben a leköszönő Rákosi-kormány 31 fős létszámával. Ennél kisebb a kormány utoljára Dobi István elnöklete alatt volt 1950 decemberében (18 fővel). A 19 tag közül három volt új, 16-an tagjai voltak az előző kormánynak, amelynek tehát majdnem fele, 15 fő távozott a Minisztertanácsból.
Nagy Imre a Minisztertanács elnökhelyetteséből lett annak elnöke, Gerő Ernő elnökhelyettesből lett első elnökhelyettes és belügyminiszter, Hegedüs András pedig a váltásig az állami gazdaságok és erdők minisztere volt, ehelyett lett első elnökhelyettes és az összevont Földművelésügyi Minisztérium vezetője.
A miniszterek közül hatan maradtak a helyükön változatlan feladattal: Altomáré Iván (élelmiszer-ipar), Kiss Árpád (könnyűipar), Olt Károly (pénzügy), Szíjártó Lajos (építésügy), Tisza József (begyűjtés) és Zsoldos Sándor (egészségügy).
A két volt parasztpárti politikus, akik régóta a kommunista irányítású kormányok mindenesei voltak, minisztériumot váltott, mivel mindkettejük addigi tárcája megszűnt az összevonások miatt: Darvas József a közoktatásügy helyett a népművelést kapta, Erdei Ferenc pedig a földművelésügy helyett az igazságügyet.
Az átalakítás eredményeként a korábbi kormány öt minisztere kibővített feladatkörű összevont minisztériumot irányított tovább: Bebrits Lajos (közlekedésügyi helyett közlekedés- és postaügyi), Bognár József (belkereskedelmi helyett bel- és külkereskedelmi), Erdey-Grúz Tibor (felsőoktatási helyett oktatásügyi, a közoktatásügyi beolvasztásával). Zsofinyecz Mihály addigi középgépipari miniszter, aki egyidejűleg a kohászati minisztériumot is irányította, az összevont Kohó- és Gépipari Minisztérium élére került, amelybe a két előbbin kívül az Általános Gépipari Minisztériumot is beolvasztották. (Az ötödik a már említett Hegedüs András volt.)
Az összevont Nehézipari Minisztérium vezetője Hidas István addigi miniszterelnök-helyettes lett.
Újonnan került a kormányba Bata István honvédelmi miniszter, Boldoczki János külügyminiszter, az Országos Tervhivatal elnöke pedig a 31 éves közgazdász, Szalai Béla lett, aki addig a Minisztertanács titkárságát vezette.

## Összetételének változásai
Az első Nagy Imre-kormány működése alatt a politikai folyamatokat Rákosi és Nagy Imre illetve köreik többnyire csöndes politikai küzdelme határozta meg, melyhez a hátteret a nemzetközi politikai helyzet változásai és a szovjet vezetés ezzel is összefüggő belharcai adták. A kormány létszáma működése során folyamatosan nőtt és új tagjainak jelentős része olyan politikus volt, akik már a Rákosi-kormányban is szerepeltek. Ennek következtében a minisztériumok száma a kezdeti 17-ről 21-re nőtt, a Minisztertanács tagjainak száma pedig 19-ről 27-re (a miniszterelnök, két első helyettese és két további helyettese, a 21 miniszter és az Országos Tervhivatal elnöke).
A kormányba elsőként 1953. november 18-án miniszterelnök-helyettesként tért vissza Apró Antal, aki a Rákosi-kormányban építőanyag-ipari miniszter volt, azután pedig az építésügyi miniszter első helyettese és az Elnöki Tanács tagja.
1954. január 29-én a Könnyűipari Minisztériumról leválasztott Város- és Községgazdálkodási Minisztérium vezetőjeként tért vissza Szabó János, aki a Rákosi-kormányban ugyanezt a tárcát vezette A Helyi Ipar Minisztériuma néven és 1953 nyara óta a könnyűipari miniszter első helyettese volt.
1954. július 6-án újonc kormánytag, Piros László lett a belügyminiszter Gerő Ernő helyett. Piros a Rákosi-kormány alatt a határőrség parancsnoka volt, 1953 nyara óta pedig a belügyminiszter első helyettese. Gerő a Minisztertanács első elnökhelyettesi tisztségét megőrizte. Szintén változás volt a Begyűjtési Minisztérium élén, Tisza Józsefet Szobek András, a Rákosi-kormány külkereskedelmi minisztere váltotta fel. A Bel- és Külkereskedelmi Minisztériumot újra kettéválasztották, az addigi miniszter, Bognár József belkereskedelmi miniszter lett, a külkereskedelmi tárcát pedig új miniszter, a szétválasztott minisztérium addigi első miniszterhelyettese, Háy László irányította a továbbiakban.
1954. október 9-én a Nehézipari Minisztériumot kettéválasztották és az addigi miniszter, Hidas István vegyipari és energiaügyi miniszterként folytatta a munkát, szénbányászati miniszterként pedig Czottner Sándor első miniszterhelyettes tért vissza, aki a Rákosi-kormányban bánya- és energiaügyi miniszter volt. Ugyanekkor a csepeli Rákosi Mátyás Művek vezérigazgatójává kinevezett Zsofinyecz Mihály helyett Csergő János, az MDP KV ipari és közlekedési osztályvezetője lett a kohó- és gépipari miniszter. Ő egyébként 1950-51-ben a Nehézipari Minisztériumban, majd a Kohó- és Gépipari Minisztériumban volt államtitkár illetve első miniszterhelyettes.
Csupán három héttel az előbbi átszervezés után, október 30-án újabb bonyolult helycserék történtek a kormányon belül. Hidas István három heti vezetés után elhagyta a vegyipari és energiaügyi tárcát és miniszterelnök-helyettessé választották, utóda pedig Kiss Árpád addigi könnyűipari miniszter lett. Kisst viszont Szalai Béla, az Országos Tervhivatal elnöke váltotta, az OT új elnöke pedig Berei Andor, a külügyminiszter első helyettese lett. Hegedüs Andrást, aki első miniszterelnök-helyettes maradt, Erdei Ferenc igazságügy-miniszter váltotta a földművelésügyi tárcánál, akit viszont a Legfelsőbb Bíróság éléről a kormányba visszatérő Molnár Erik váltott az Igazságügy-minisztériumban. A földművelésügyről ismét leválasztották az Állami Gazdaságok Minisztériumát, melynek vezetője Pogácsás György földművelésügyi miniszterhelyettes lett.
Zsoldos Sándor egészségügyi miniszter 1955. február 1-jén elhunyt, utódává február 19-én Román Józsefet választották meg.

## Tagjainak listája
| A Minisztertanács elnöke                                      | Nagy Imre |
| A minisztertanács első elnökhelyettese                        | Gerő Ernő (1954. július 6-áig belügyminiszter is) Hegedüs András (1954. október 30-áig földművelésügyi miniszter is) |
| A minisztertanács elnökhelyettesei                            | Apró Antal (1953. november 18-ától) Hidas István (1954. október 30-ától)                                             |
| Az állami gazdaságok minisztere (1954. október 30-ától)       | Pogácsás György |
| Begyűjtési miniszter                                          | Tisza József (1954. július 6-áig) Szobek András (1954. július 6-ától)                                                |
| Bel- és Külkereskedelmi miniszter (1954. július 6-áig)        | Bognár József |
| Belkereskedelmi miniszter (1954. július 6-ától)               | Bognár József |
| Belügyminiszter                                               | Gerő Ernő (első miniszterelnök-helyettesként) (1954. július 6-áig) Piros László (1954. július 6-ától)                |
| Egészségügyi miniszter                                        | Zsoldos Sándor (1955. február 1-jéig) Román József (1955. február 19-étől)                                           |
| Élelmiszeripari miniszter                                     | Altomáré Iván |
| Építésügyi miniszter                                          | Szíjártó Lajos |
| Földművelésügyi miniszter                                     | Hegedüs András (első miniszterelnök-helyettesként) (1954. október 30-áig) Erdei Ferenc (1954. október 30-ától)       |
| Honvédelmi miniszter                                          | Bata István |
| Igazságügy-miniszter                                          | Erdei Ferenc (1954. október 30-áig) Molnár Erik (1954. október 30-ától)                                              |
| Kohó- és gépipari miniszter                                   | Zsofinyecz Mihály (1954. október 9-éig) Csergő János (1954. október 9-étől)                                          |
| Könnyűipari miniszter                                         | Kiss Árpád (1954. október 30-áig) Szalai Béla (1954. október 30-ától)                                                |
| Közlekedés- és postaügyi miniszter                            | Bebrits Lajos |
| Külkereskedelmi miniszter (1954. július 6-ától)               | Háy László |
| Külügyminiszter                                               | Boldoczki János |
| Nehézipari miniszter (1954. október 9-éig)                    | Hidas István |
| Népművelési miniszter                                         | Darvas József |
| Oktatásügyi miniszter                                         | Erdey-Grúz Tibor |
| Pénzügyminiszter                                              | Olt Károly |
| Szénbányászati miniszter (1954. október 9-étől)               | Czottner Sándor |
| Város- és községgazdálkodási miniszter (1954. január 29-étől) | Szabó János |
| Vegyipari és energiaügyi miniszter (1954. október 9-étől)     | Hidas István (1954. október 30-áig) Kiss Árpád (1954. október 30-ától)                                               |
| Az Országos Tervhivatal elnökeként a Minisztertanács tagja    | Szalai Béla (1954. október 30-áig) Berei Andor (1954. október 30-ától)                                               |